# Col de la Chapelotte
Ne doit pas être confondu avec La Chapelotte.
Le col de la Chapelotte est un col de montagne de Meurthe-et-Moselle situé à une altitude de 446 mètres, au sein du massif des Vosges. Le col de la Chapelotte a été le théâtre de violents affrontements pendant la Première Guerre mondiale,.

## Toponymie
Le nom du col découle du terme chapelotte, désignant une petite statue, souvent mariale, insérée dans le tronc d'un arbre.

## Situation
Le col de la Chapelotte se trouve à la frontière naturelle entre le plateau lorrain et le massif des Vosges. Situé à l'extrémité sud-est de la Meurthe-et-Moselle, le col est à proximité des départements des Vosges et du Bas-Rhin.
Le col de la Chapelotte est franchi par la route D992, ancienne route nationale 392.
Le sentier de grande randonnée 533 le traverse.

## Histoire
Des combats eurent lieu en 1870 au pied du col, à la scierie Lajus, au cours de la guerre franco-prussienne. Une chapelle, construite en 1895, fut en partie détruite durant la Première Guerre mondiale et restaurée en 1924.

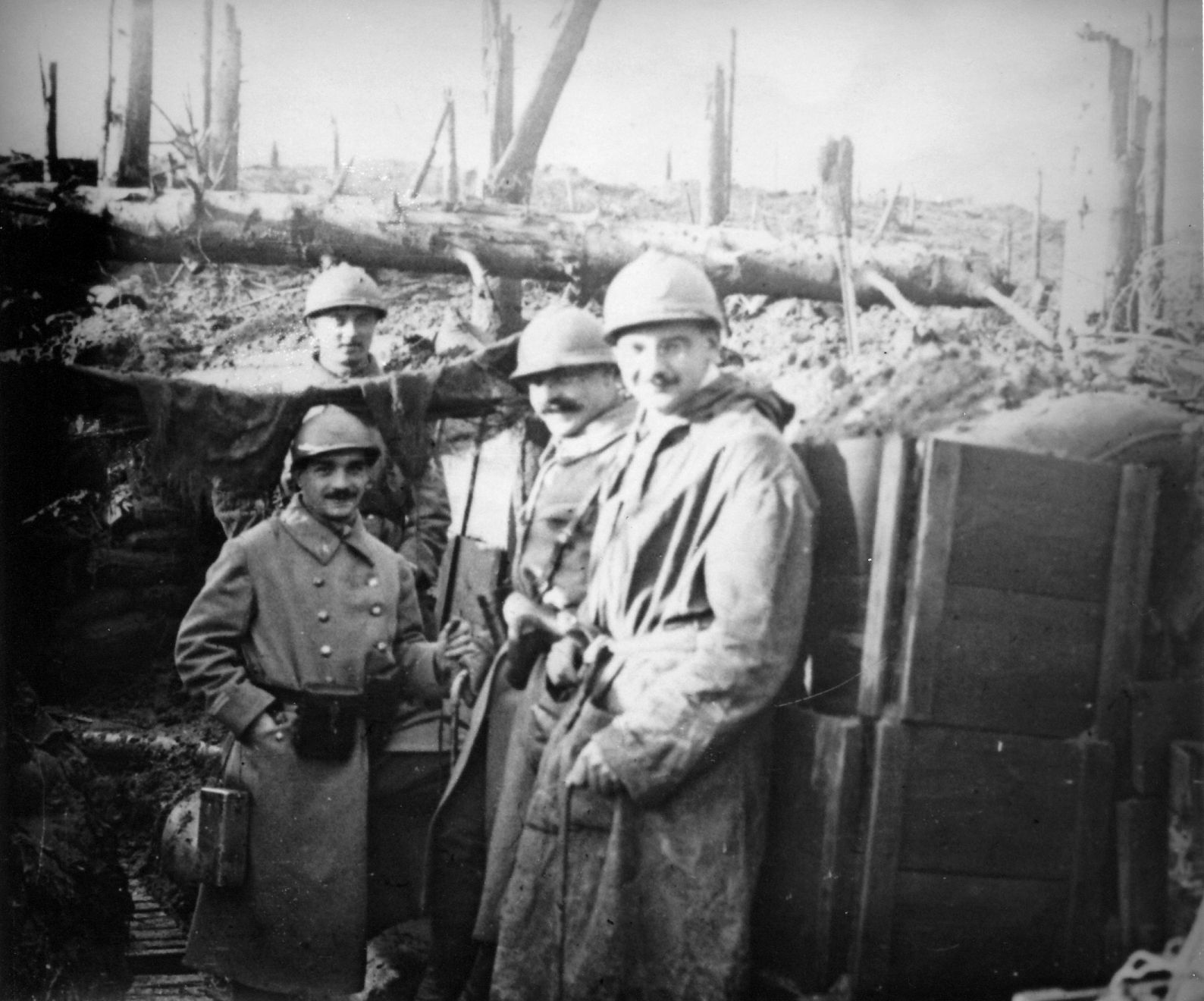
Poilus au col lors de la Première Guerre mondiale.

Au cours de la Première Guerre mondiale, le col de la Chapelotte a été le théâtre de violents affrontements. Une stèle indique « La Chapelotte 1914-1918 » ; quelque 2 000 combattants français sont tombés durant les combats.
Une autre stèle rappelle la mémoire de résistants fusillés par la Gestapo le 11 septembre 1944. Pendant la Seconde Guerre mondiale, d'octobre à novembre 1944, l'avancée des troupes alliées dans la région et la présence de maquisards provoqua de violents combats contre l'occupant (maquis de la ferme de Viombois).

## Lieux remarquables

### Chapelle

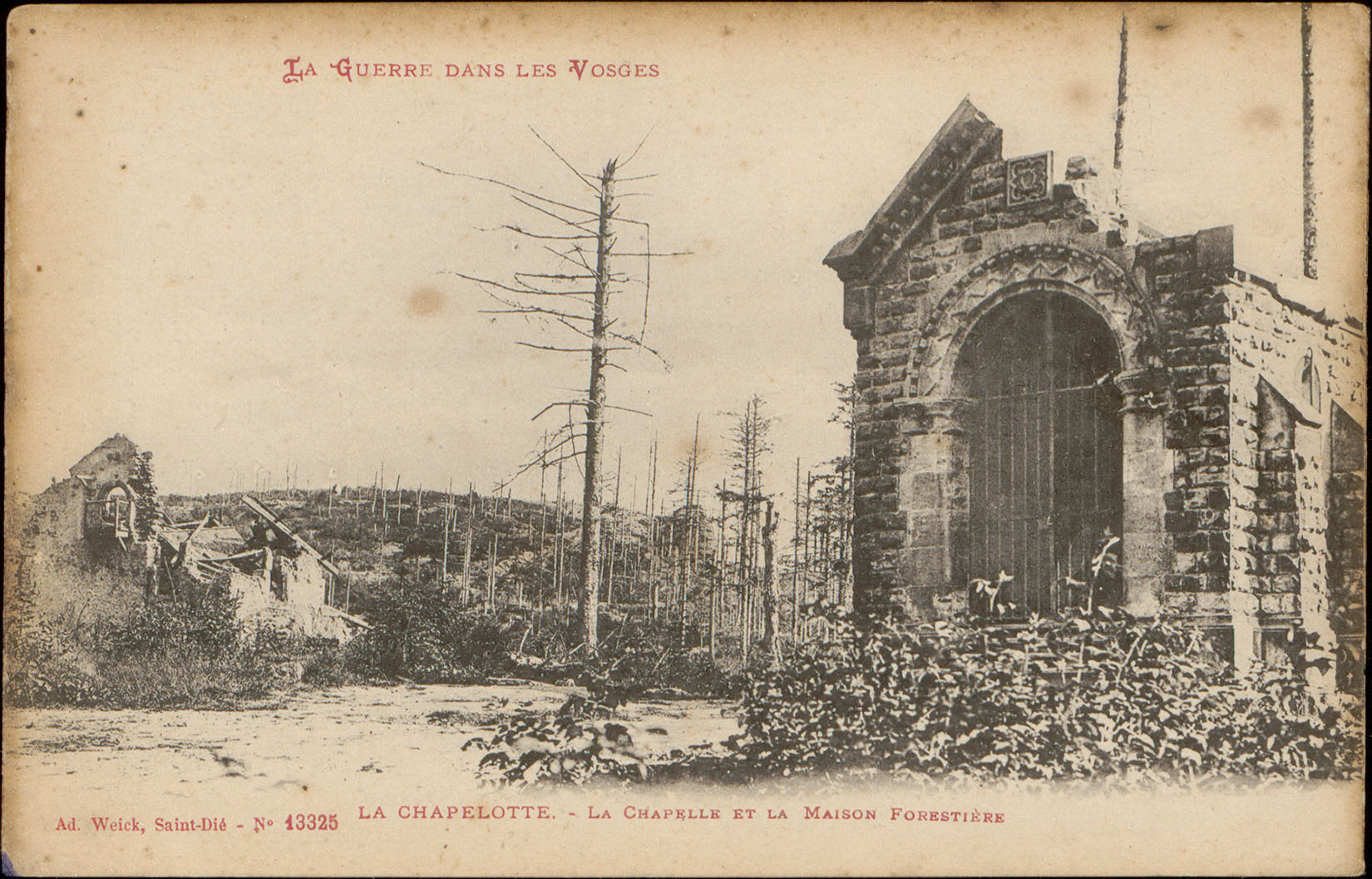
Destruction de la chapelle et de la maison forestière (Adolphe Weick).

La chapelle a été construite par Charles Cartier-Bresson selon ses plans en 1895. Elle a été en partie détruite durant la Première Guerre mondiale et a été réparée en 1924. Une plaque est présente à l'intérieur pour rappeler cet événement.

### Stèles
Au col, le Souvenir français a érigé une stèle qui porte le texte suivant : 
« La Chapelotte 1914-1918. En ces lieux la guerre avait fait d'une magnifique forêt une terre chaotique. La nature en paix a repris ses droits et cicatrise ses plaies. Mais reste le souvenir des quelque 2 000 combattants français tombés ici pour notre indépendance. »
Une autre stèle rappelle la mémoire de Léonard Barassi, André Legendre et Roger Roualin, résistants fusillés par la Gestapo le 11 septembre 1944.

### Fontaine
La fontaine de la République, réalisée en grès local sur l'aire de stationnement du col, a été marquée par les pionniers du 338e régiment d'infanterie. Il ne s'agit que d'une restauration superficielle, puisque la construction remonte à 1916, par le sixième bataillon du 363e RI.

### La grotte des Poilus
Sur une épaisseur de conglomérat, roche compacte et résistante, il est possible de creuser et d'aménager des cavités ou grottes. Ainsi le sentier des Roches, qui se place sur le parcours du GR 533 vers Pierre-Percée, permet de découvrir la grotte des Poilus, spacieuse, qui a été aménagée par le 43e régiment d'infanterie territoriale, unité qui servit un long moment sur les lieux de la Chapelotte. La grotte se trouve sur la crête de la Croix Charpentier à 1 500 mètres du col lui-même. Elle permettait aux troupes de s'abriter avant la périlleuse descente vers la Chapelotte, en empruntant le « boyau de pénétration ». La grotte pouvait de façon occasionnelle servir de poste de secours.

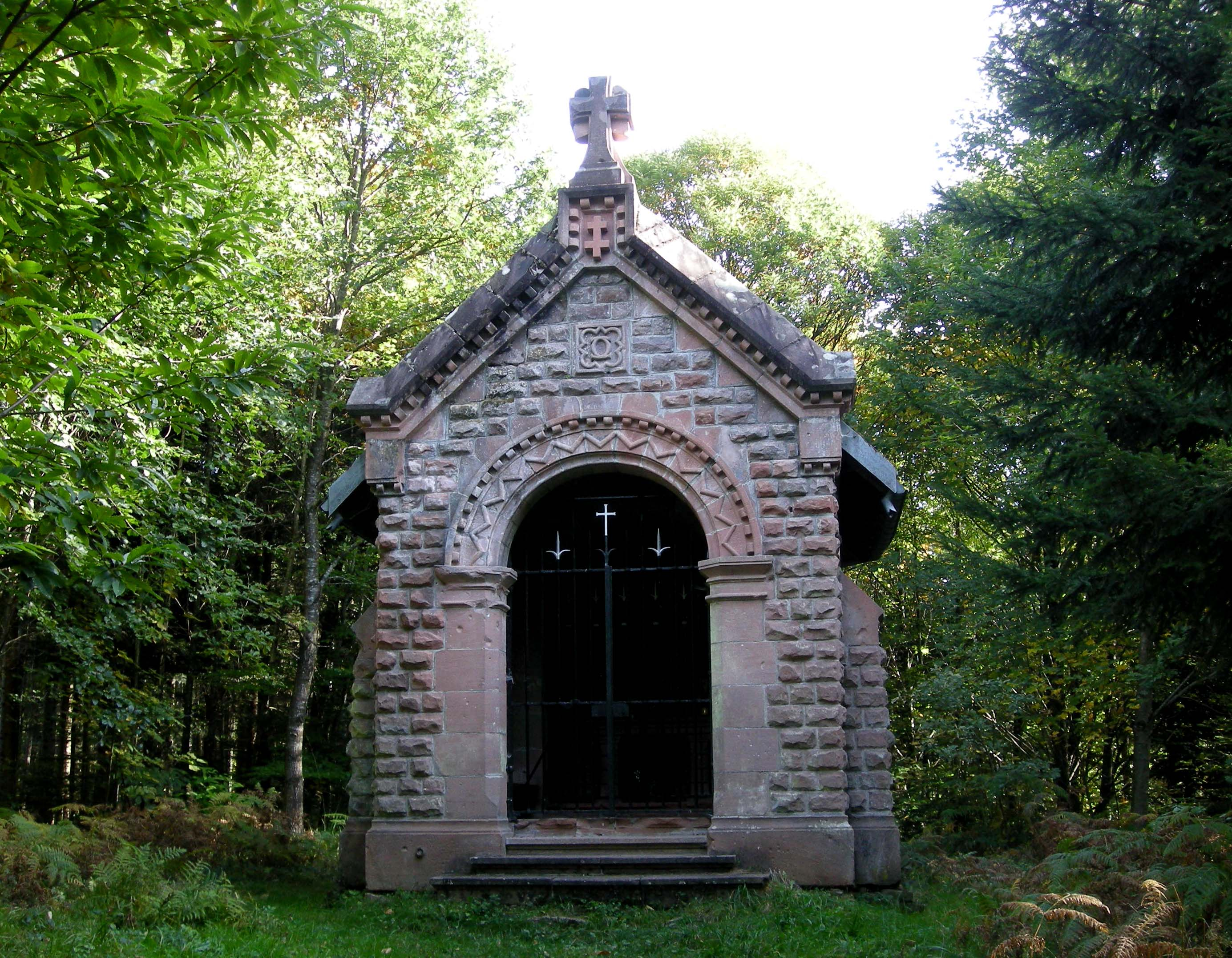
Chapelle.
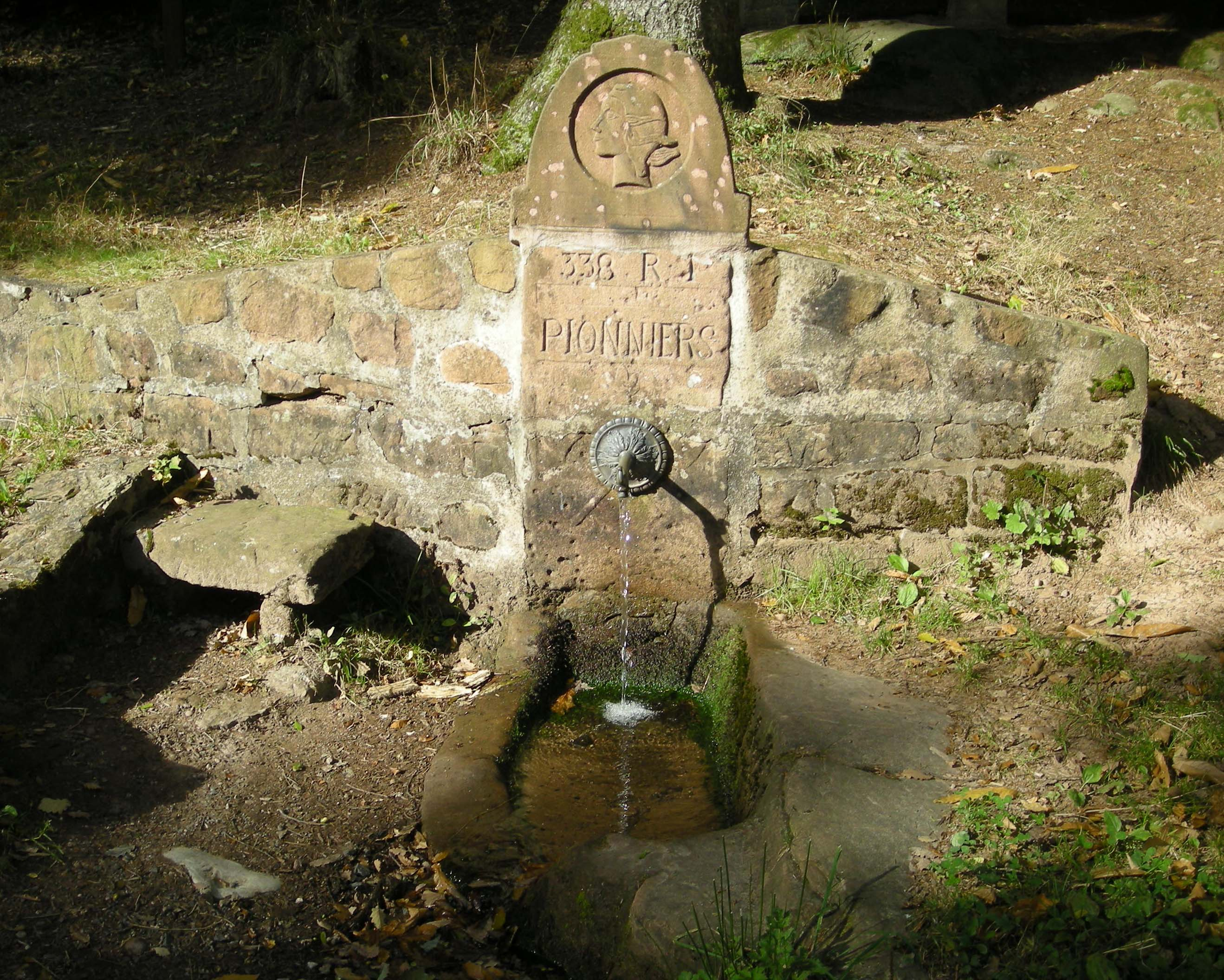
Fontaine.
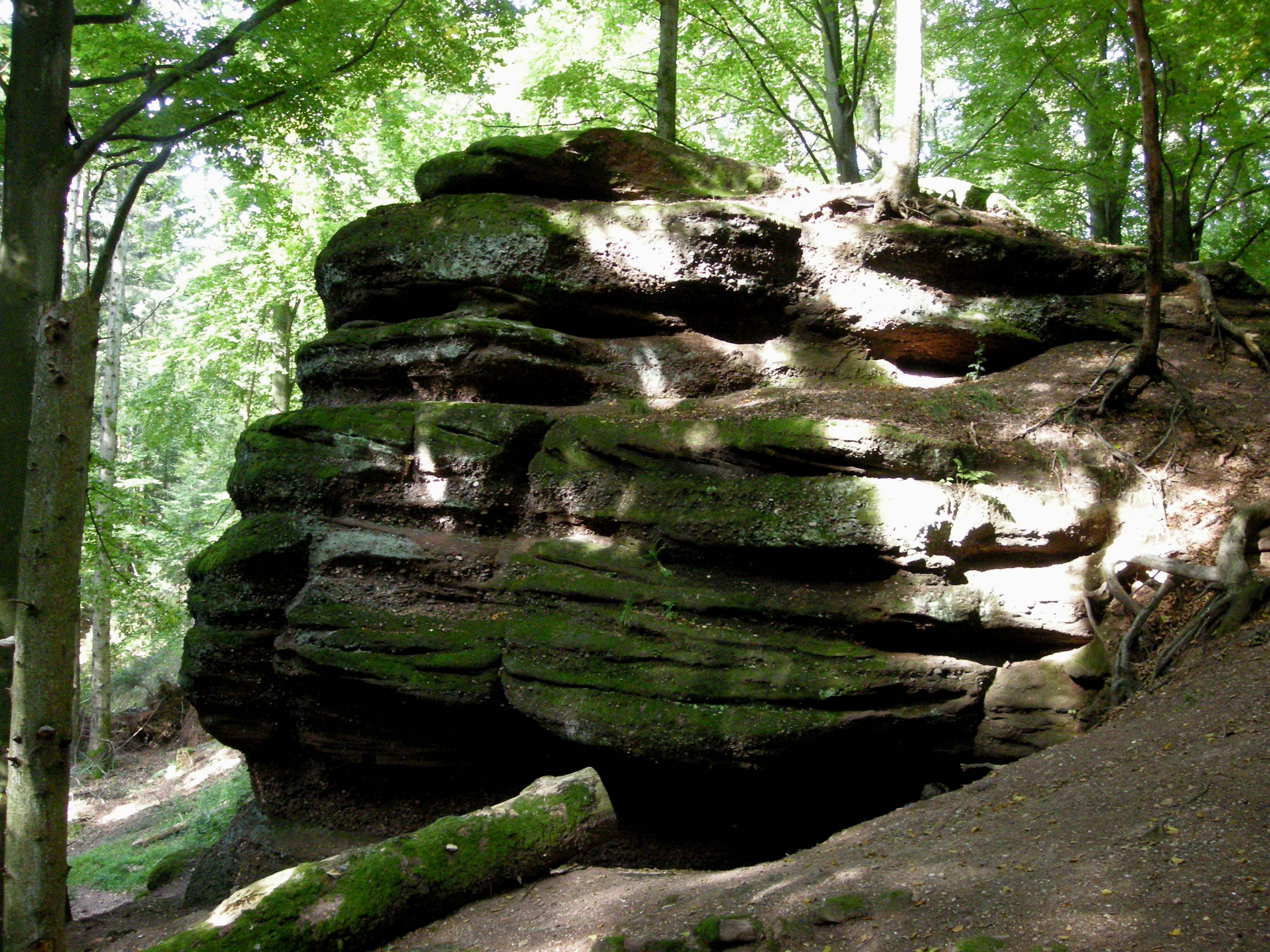
Grotte des Poilus.